# Axel Wegner
Axel Wegner (n. 3 iunie 1963, Demmin, Republica Democrată Germană, Germania) este un trăgător de tir ce a reprezentat Germania, medaliat olimpic. A participat la 4 ediții ale Jocurilor Olimpice (1988, 1992, 1996, 2004) în care a câștigat o medalie de aur.